# Michael Howard (acteur)
Pour les articles homonymes, voir Michael Howard et Howard.
Michael Howard (né le 4 mars 1916 à Holywell Green dans le Yorkshire, en Angleterre et mort le 18 février 1988 à Londres) est un comédien britannique.

## Biographie
Il a été formé à l'école de théâtre Royal Academy of Dramatic Art de Londres et a joué sur les planches de différents théâtres de Grande-Bretagne et d'Amérique. En 1941, il devient résident permanent au cabaret de music-hall Windmill Theatre de Londres dans le registre comique.
Il a écrit et tourné dans un certain nombre de comédies-shows pour la radio de la BBC, dont : For The Love Of Mike, Leave It To The Boys, The Michael Howard Show et Here's Howard. Ce dernier show a été adapté à la télévision par la BBC et a été diffusée du 14 mars au 20 juin 1951.
En 1938, il épouse Betty Kelly, dont il divorce en 1949. Il se remarie avec l'actrice Peggy Evans ; le couple aura deux enfants : Annabelle Howard et Ian Howard.

## Filmographie
- 1944 : A Canterbury Tale : rôle de Archie
- 1946 : L'Étrange Aventurière (I See a Dark Stranger) : Hawkins
- 1947 : Il pleut toujours le dimanche (It Always Rains on Sunday), film : Slopey Collins
- 1948 : A Sister to Assist 'Er (film) : Alf
- 1954 : Front Page Story (film) : Barrow
- 1955 : Out of the Clouds (film) : Purvis
- 1956 : The Baby and the Battleship (film) : Joe
- 1976 : L'Île perdue (feuilleton télévisé) : Jason Quinn
- 1977 : Golden Rendezvous (film) : Benson

## Sources
- Dictionnaire du cinéma : Tome II : Acteurs, producteurs, scénaristes, techniciens de Jean Tulard, Éditions Robert Laffont, 1985 (réédition en 1996 et 1997).